# Scleria burchellii
Scleria burchellii är en halvgräsart som beskrevs av Charles Baron Clarke. Scleria burchellii ingår i släktet Scleria och familjen halvgräs. Inga underarter finns listade i Catalogue of Life.